# オランダ風説書
オランダ風説書（オランダふうせつがき、阿蘭陀風説書）は、日本が鎖国政策をとっていた時期に江戸幕府がオランダ商館長に提出させた、海外事情に関する情報書類である。

## 唯一のヨーロッパの貿易国オランダ
1600年、イギリス人のウィリアム・アダムスとオランダ人のヤン・ヨーステンが来日し、徳川家康と面会（リーフデ号事件）。これが契機となって、イギリスとオランダの2国との貿易が開始された（イギリスは1613年、オランダは1609年）。
1612年、幕府は人民統制のため禁教令を出す。また、貿易統制のため1616年には貿易地を平戸、長崎に限定した。しかし、1624年アジア地域におけるオランダとの貿易競争に敗れたイギリスが平戸から商館を引き上げ撤退。1625年にはキリスト教布教国として、また、それによって自国が侵略される恐れがあるとしてスペイン船の来航を禁止した。1639年ポルトガル船の来航も禁止され、鎖国は実質的な完成を遂げた。
そんな中、唯一のヨーロッパの貿易国として生き残ったのがオランダであった。

## オランダ風説書
しかしながら、貿易ができると言っても極めて限定された貿易であった。貿易地は、長崎に埋立地として作られた出島である。ここに、オランダ商館が建てられ、両国は取引をした。寛永17年（1640年）、幕府はカトリック国であるポルトガル・スペインの動向を知るため、オランダ船が入港するたびに情報を提供することを要求した。情報の提供は翌年の寛永18年（1641年）から開始された。これがオランダ風説書である。風説書はオランダ商館長（カピタン）が作り、それを通詞が日本語に直した。後には、ポルトガル・スペインだけではなく、他のヨーロッパ諸国、インド、清などの情報も記載されていた。以降、これは幕府が鎖国中に海外事情を知る上で非常に重要な役割を果たしていく。

## 別段風説書
風説書は、カピタンが口述したものを通詞がまとめたもので、長崎で作成された。これに対して、バタヴィアの植民地政庁で作成されたのが、別段風説書であり、1840年から提供が開始された。これは、植民地政庁がアヘン戦争とその影響を幕府に知らせた方が良いと判断したためである。こちらの方はオランダ語で作成され、それを基に日本語に翻訳された。1846年からは、アヘン戦争関係に限らず、世界的な情報が提供されるようになった。その情報源は、中国の英国植民地などで発行される英字新聞であった。別段風説書の中で最も有名なものが1852年に提供されたペリー来航に関するものである。本来風説書は秘密文書とされていたが、このペリー来航予告は外部にもれており、幕府関係者以外にも知れ渡っていた。

## 関連文献
原典
- 『和蘭風説書集成（上・下）』、吉川弘文館、1977 - 79年

日蘭学会・法政蘭学研究会編、岩生成一監修
研究文献
- 板沢武雄『日蘭文化交渉史の研究』 吉川弘文館、1959年
- 松方冬子『オランダ風説書と近世日本』 東京大学出版会、2007年
- 松方冬子 『オランダ風説書 「鎖国」日本に語られた「世界」』 中公新書、2010年